# Steigra
Steigra ist eine Gemeinde im Saalekreis in Sachsen-Anhalt. Sie gehört der Verbandsgemeinde Weida-Land an, die ihren Verwaltungssitz in der Gemeinde Nemsdorf-Göhrendorf hat.

## Geografie
Steigra liegt zwischen Halle (Saale) und Erfurt im nördlichen Teil des Weinanbaugebietes Saale-Unstrut-Region.

### Gemeindegliederung
Als Ortsteile der Gemeinde sind ausgewiesen:
- Jüdendorf
- Kalzendorf
- Albersroda
- Schnellroda
- Steigra

## Geschichte
In einem zwischen 881 und 899 entstandenen Verzeichnis des Zehnten des Klosters Hersfeld wird Steigra als zehntpflichtiger Ort Stegera im Friesenfeld erstmals urkundlich erwähnt. Der Ort gehörte bis 1815 zum wettinischen, später kursächsischen Amt Freyburg. Durch die Beschlüsse des Wiener Kongresses kam er zu Preußen und wurde 1816 dem Kreis Querfurt im Regierungsbezirk Merseburg der Provinz Sachsen zugeteilt, zu dem er bis 1944 gehörte.
Am 1. Januar 2010 fusionierten die Gemeinden Steigra und Albersroda zur neuen Gemeinde Steigra.

## Bürgermeister
Der ehrenamtliche Bürgermeister Michael Stockhaus wurde erstmals am 26. Mai 2019 gewählt. Damit löste er Walter Wrede ab, der seit 2001 dieses Amt innehatte.

## Kultur und Sehenswürdigkeiten

### Naturdenkmäler
In Steigra gibt es mit der Trojaburg eines der seltenen begehbaren Rasenlabyrinthe.
Nahe der Trojaburg findet sich die Scha(r)flinde. Unter dieser Linde wurde im Mittelalter Gericht gehalten, woher auch ihr Name rührt.

### Baudenkmäler
Nicht nur die Kirchen sind markante Wahrzeichen von Steigra und seinen Ortsteilen, in jedem Ortsteil gibt es auch noch einen Wasserturm.

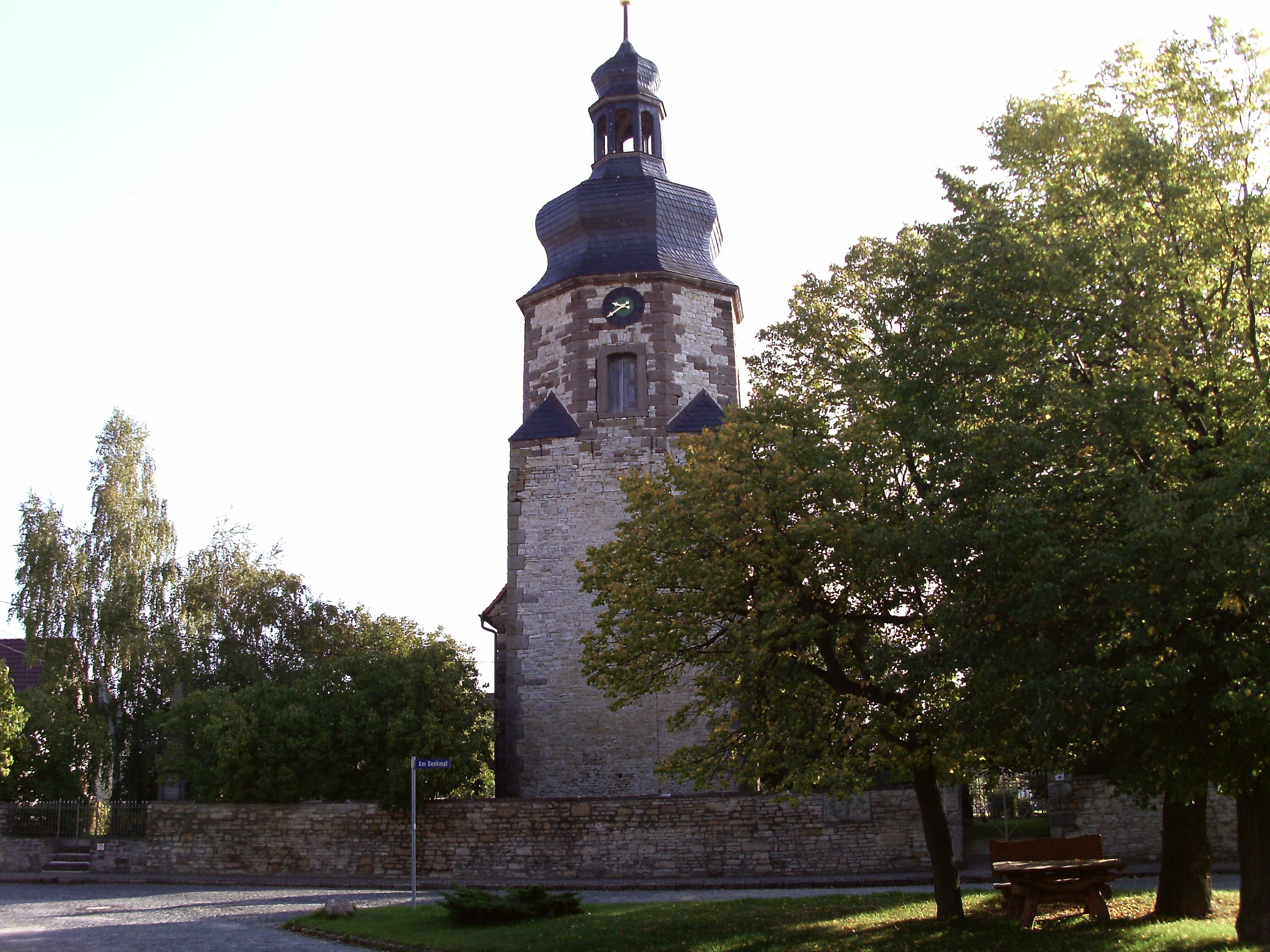
Kirche St. Georg in Steigra
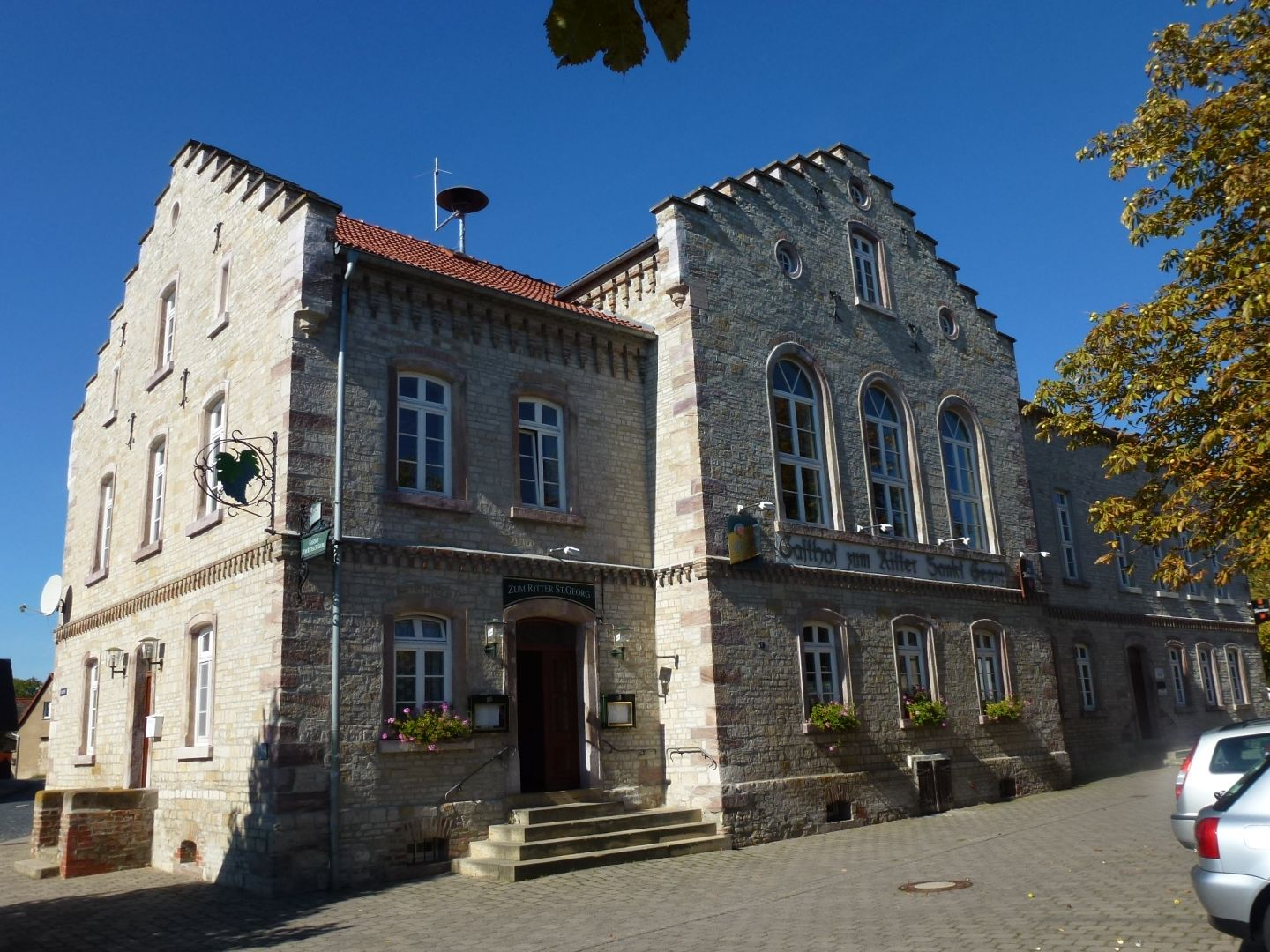
Gasthof in Steigra
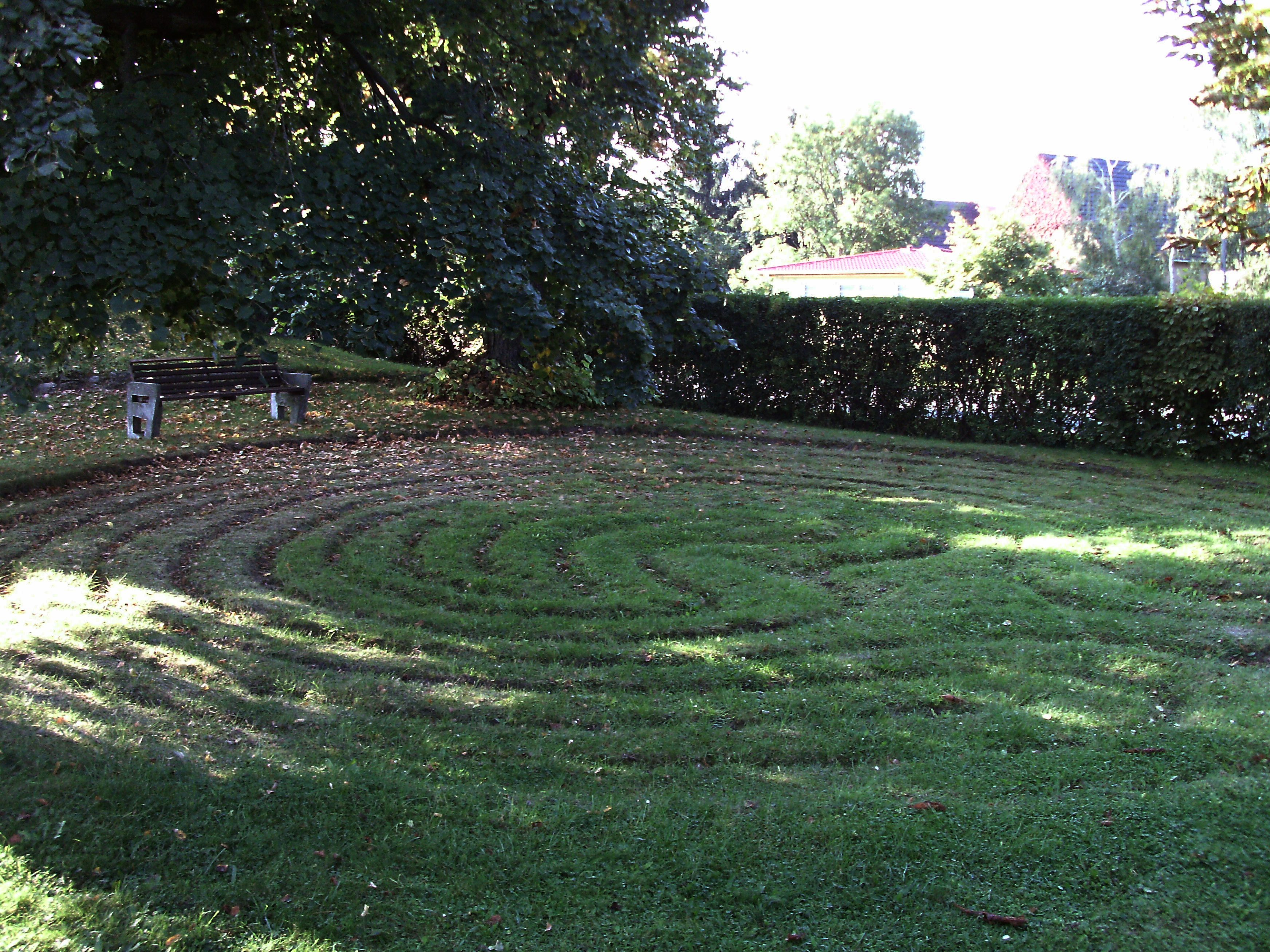
Rasenlabyrinth „Trojaburg“
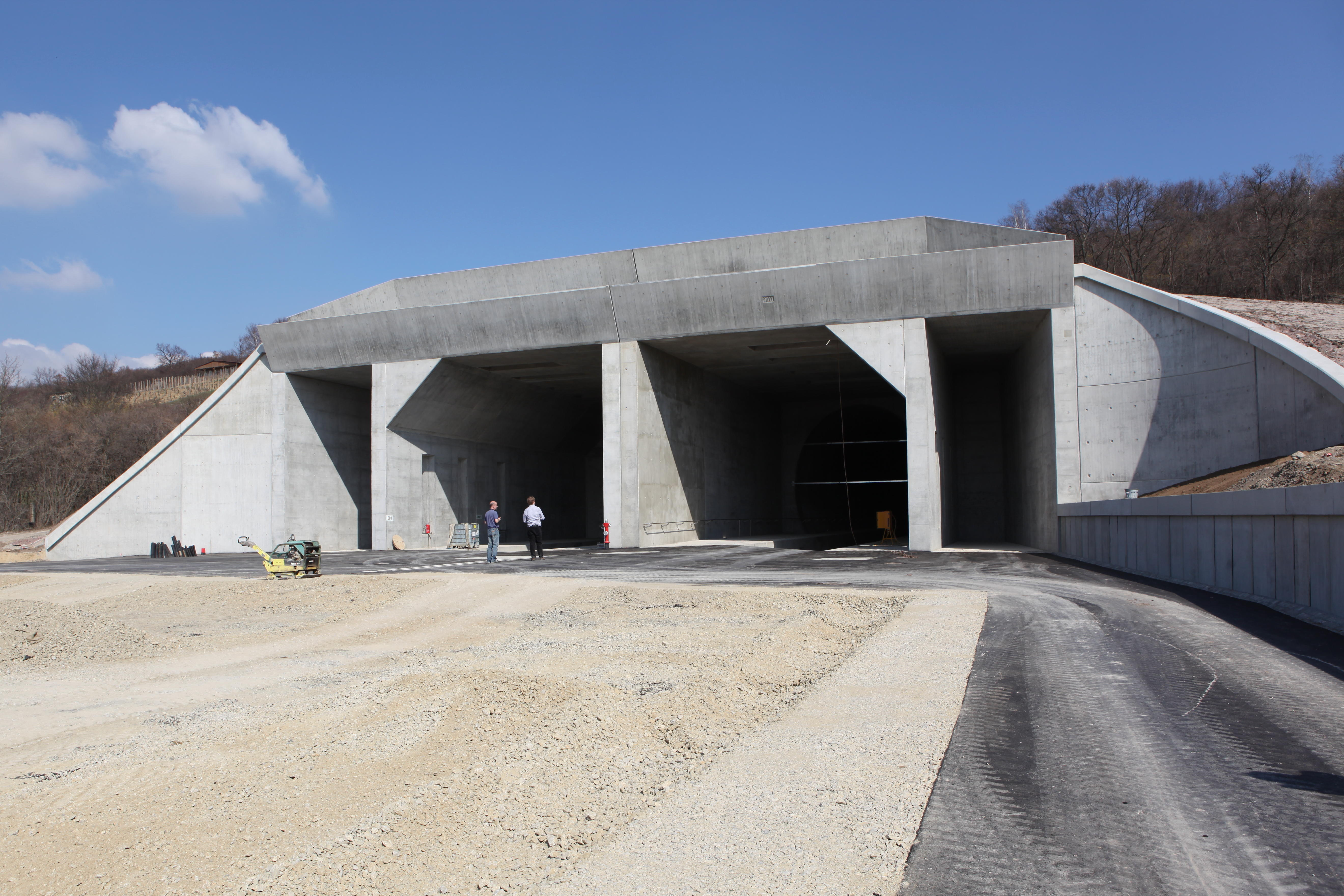
Westportal des Osterbergtunnels westlich von Steigra
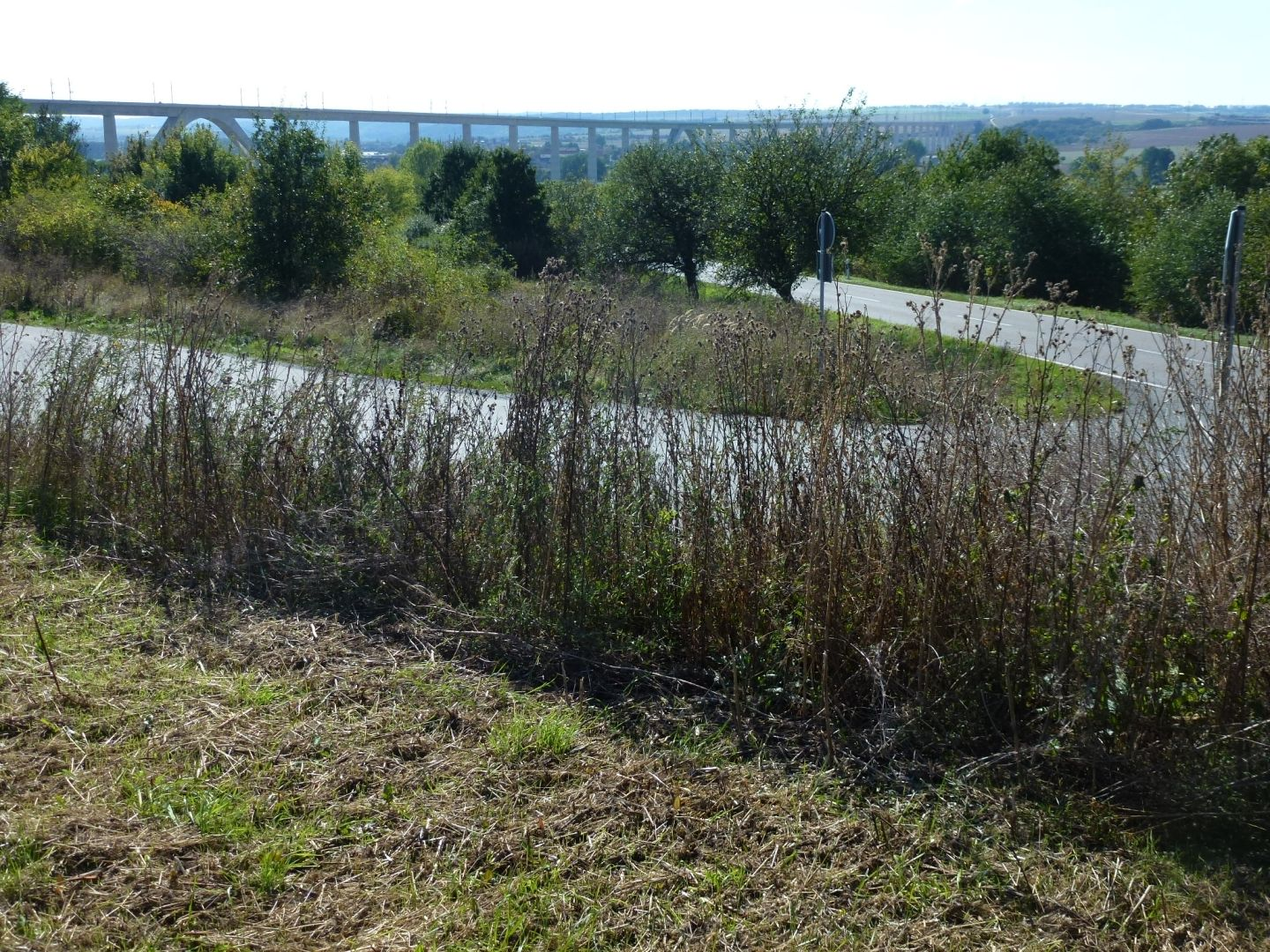
Unstruttalbrücke westlich von Steigra
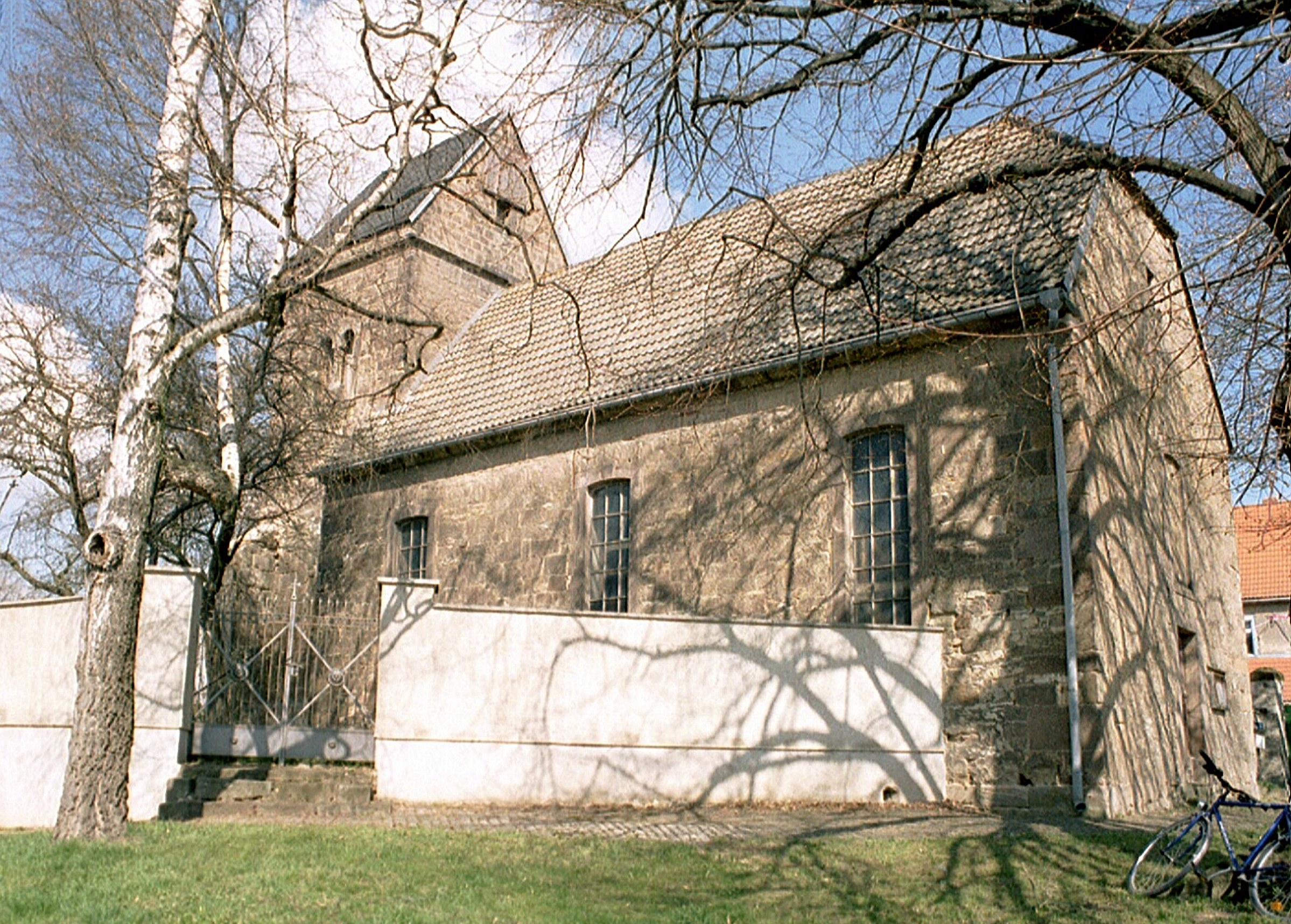
Kirche in Jüdendorf
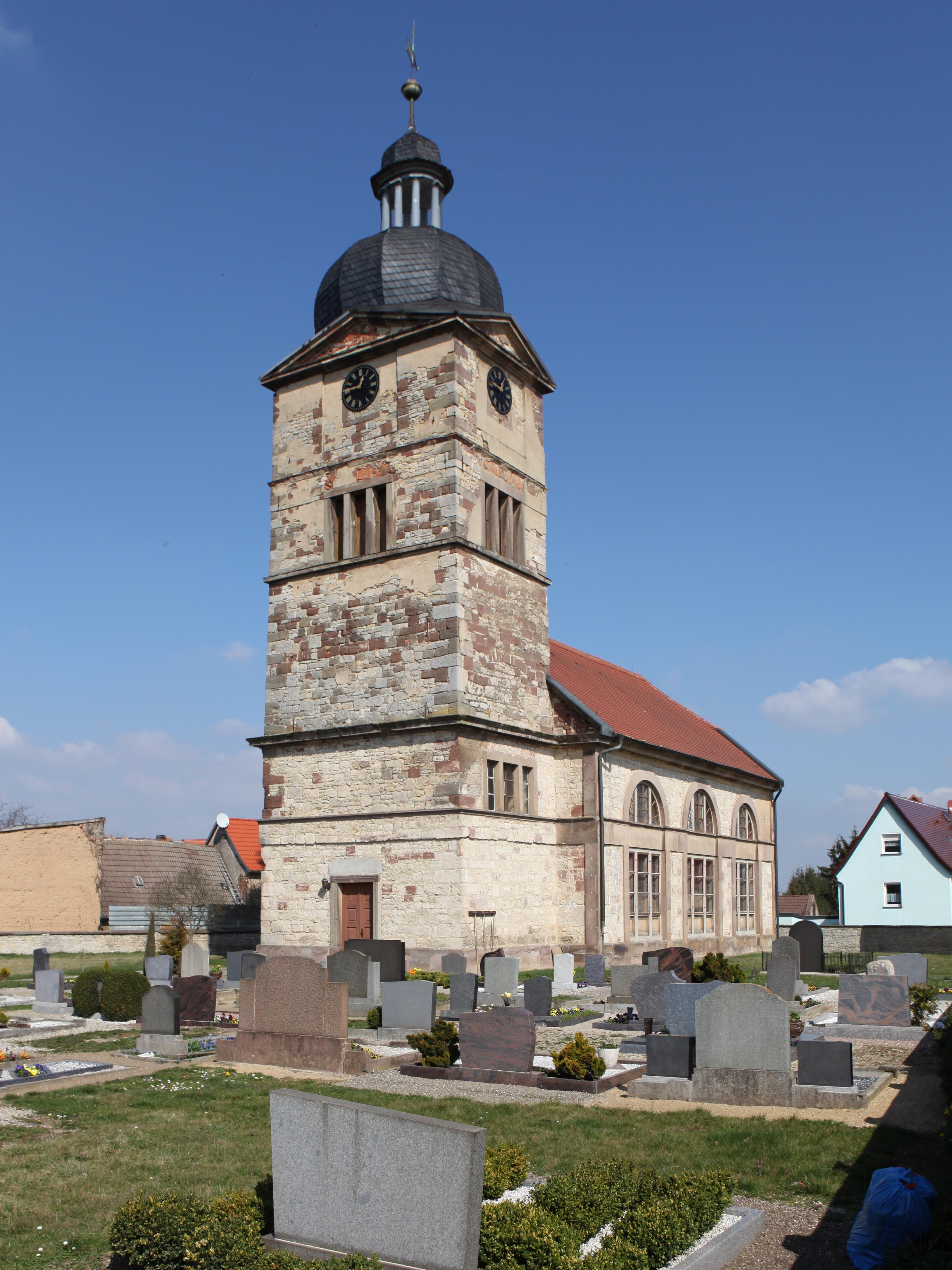
Kirche in Kalzendorf
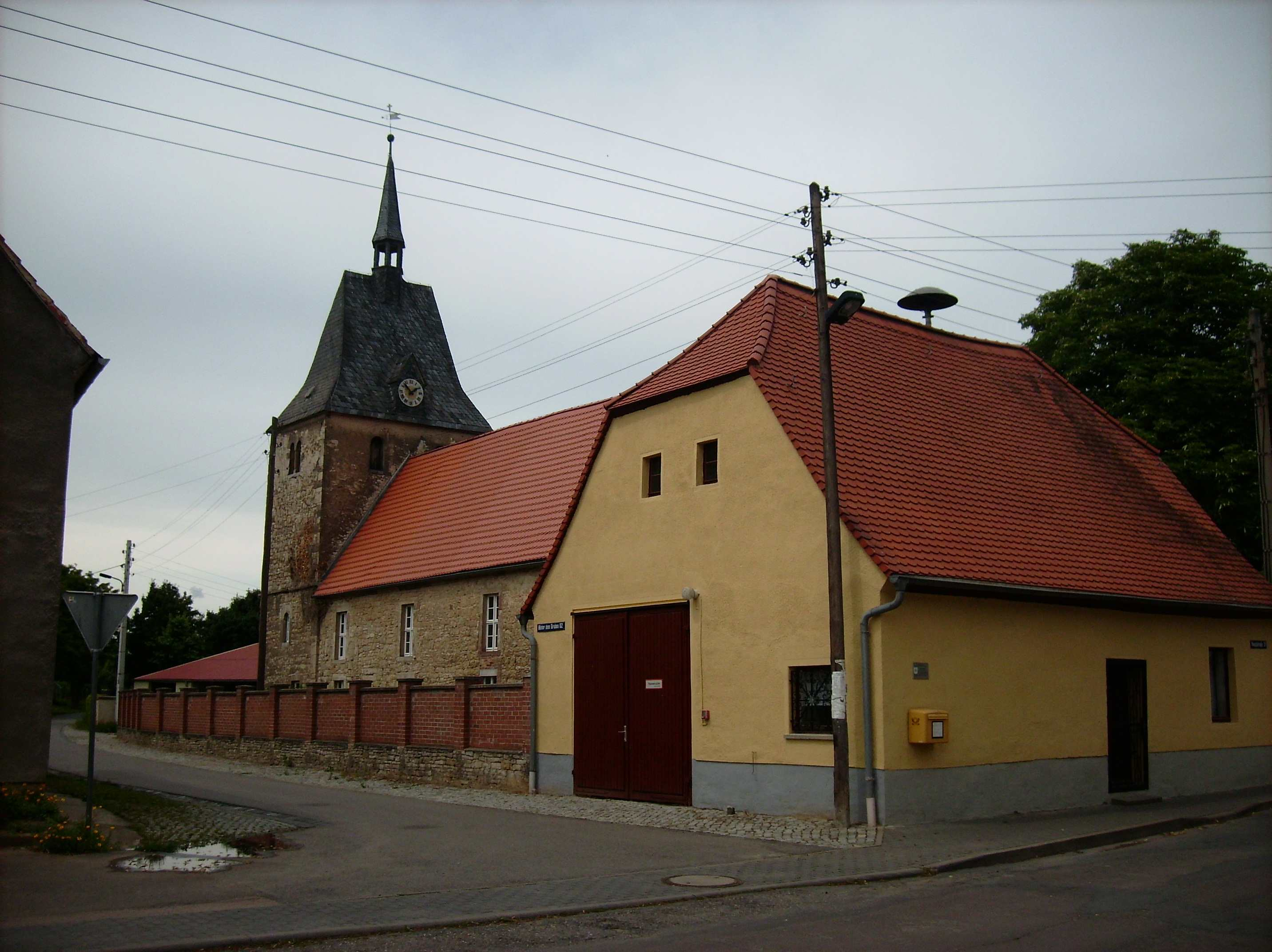
Kirche in Schnellroda
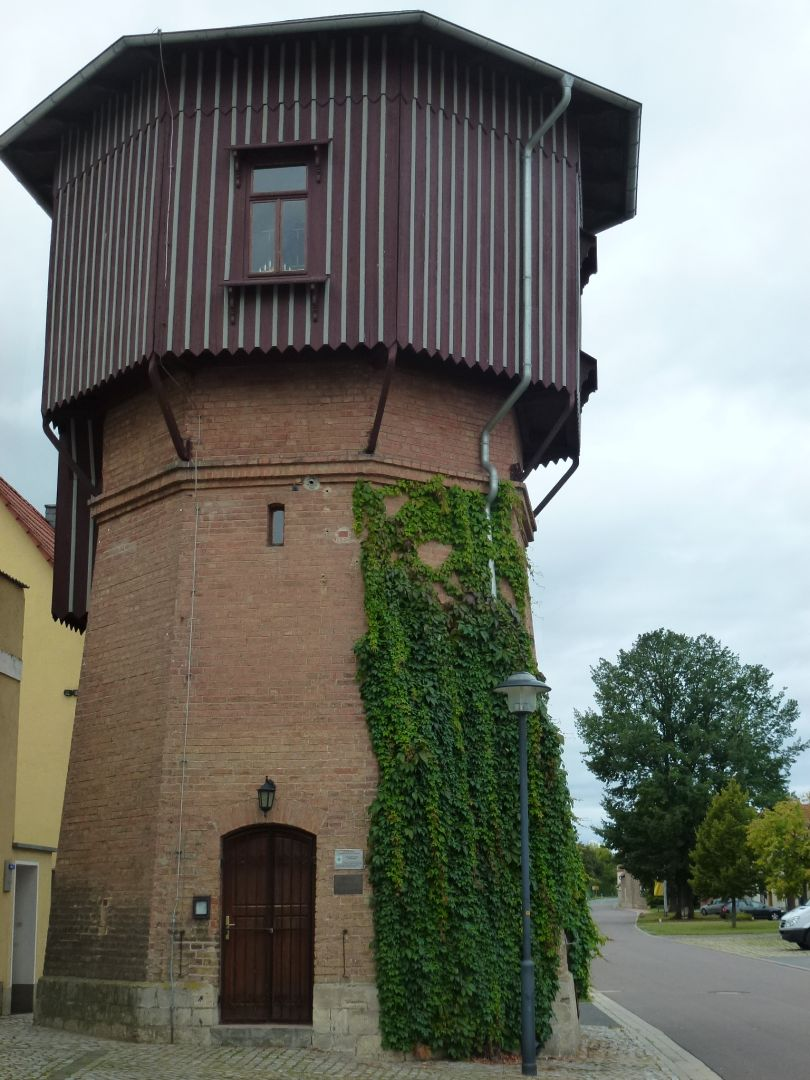
Wasserturm in Albersroda
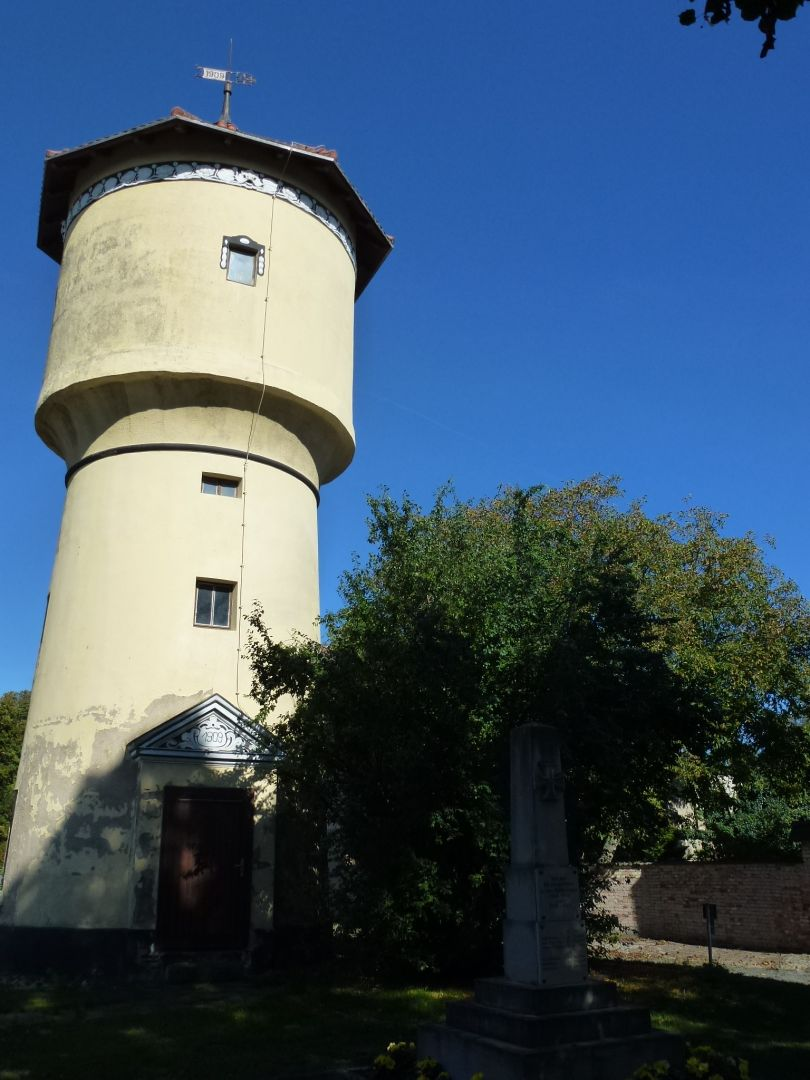
Wasserturm in Jüdendorf
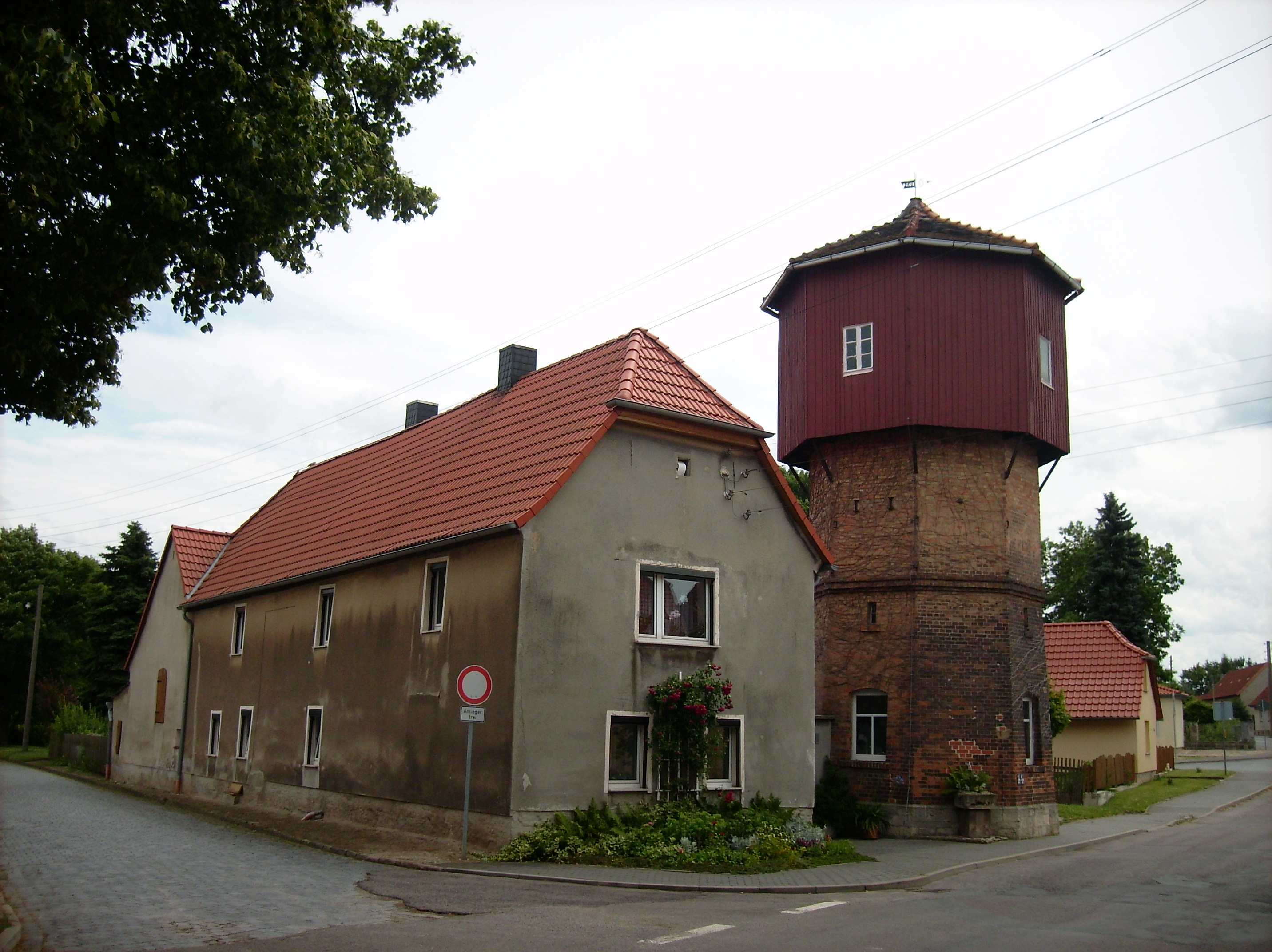
Wasserturm in Schnellroda
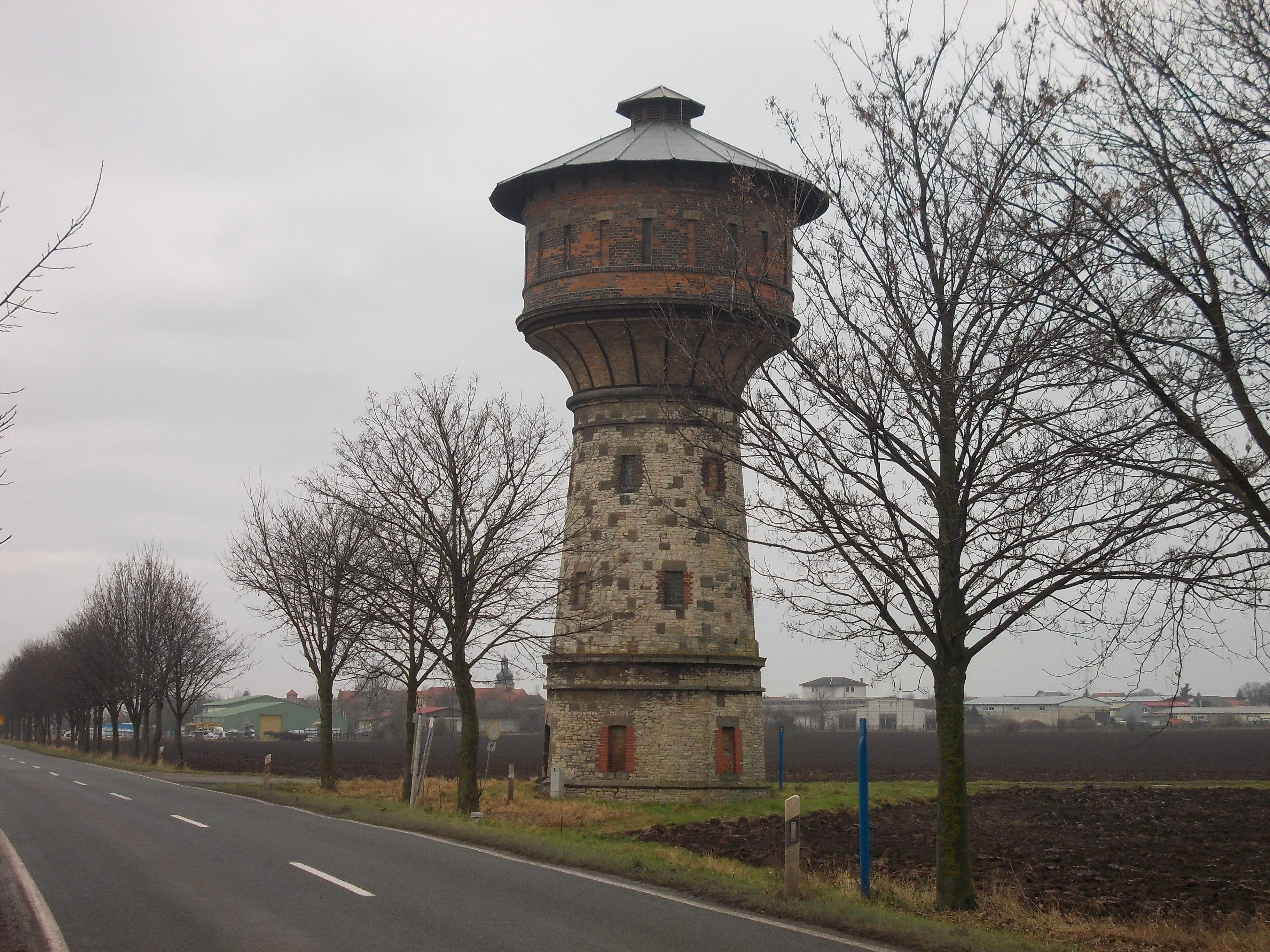
Wasserturm bei Steigra

### Regelmäßige Veranstaltungen
Jedes Jahr im Frühjahr findet das Frühlingsfest (Heimatverein), das in engem Zusammenhang mit Trojaburg und Schaflinde steht, statt. Außerdem finden ein Motorradtreffen (MC Crazy Wheels Steigra e. V.), eine Weinwanderung (Steigraer Winzerverein), ein Country-Treffen (Countryclub Steigra e. V.) statt. Der mitgliederstärkste Verein ist mit etwa 100 Mitgliedern der Steigraer Carnevalsverein e. V., der jedes Jahr fünf Karnevals-Veranstaltungen durchführt.
Der älteste Verein Steigras ist der Steiersche Pfingstburschen e. V. Dieser besteht seit dem Jahre 1876.
In Jüdendorf wurde 2003 der Jüdendorfer Heimatverein e. V. gegründet. Dieser veranstaltet das Jüdendorfer Blütenfest wieder, das traditionell eine Woche vor Pfingsten durchgeführt wird.

## Verkehr
Durch das Gemeindegebiet verläuft die Bundesstraße 180 von Hettstedt nach Naumburg (Saale).
Auf und vor allem unter dem Gemeindegebiet verläuft die Neubaustrecke Erfurt–Leipzig/Halle mit der Unstruttalbrücke als zweitlängster Brücke Deutschlands und dem Osterbergtunnel. Das Informationszentrum zum Tunnel befindet sich am Ostportal im Ortsteil Kalzendorf.

## Persönlichkeiten
- Friedrich Kurze (1863–1915), Historiker